# Азем Зулфикари
Азем Зулфикари (на македонска литературна норма: Азем Зулфиќари; на албански: Azem Zulfiqari) е политик от Социалистическа република Македония.

## Биография
Роден е на 6 декември 1925 година в гостиварското село Равен. От 1948 година става член на МКП. През 1962 завършва Висшата школа за политически науки в Белград. Работи като учител и инспектор в просветата. Известно време е ръководител на отдела за просвета към община Гостивар. В отделни периоди е подпредседател на Околийското събрание в Тетово, член е на Секретариата на Общинския и Околийският комитет на МКП в Гостивар и Тетово, член е на ЦК на МКП, на ЦК на ЮКП и на Председателството на ЦК на ЮКП. В два мандата е народен представител. От 1969 до 1971 е член на Изпълнителния съвет на СРМ. Бил е посланик на СФРЮ в Бирма, член на Съвета на Федерацията, на Председателството на ЦК на МКП, член на Комисията за кадрова политика към Председателството на ЦК на МКП и други.